# Georg Pfeffer (Zoologe)

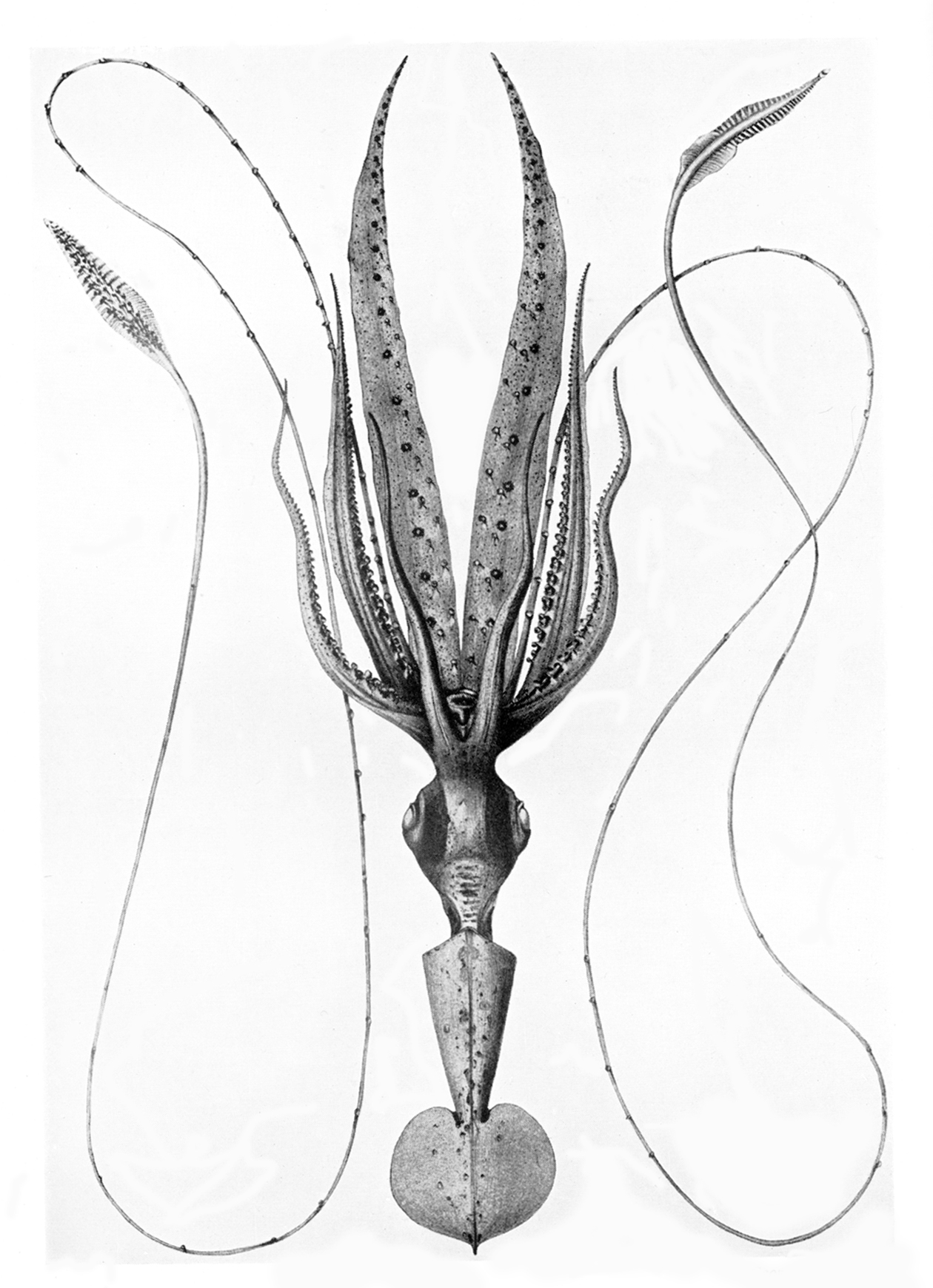
Chiroteuthis veranyi, Pfeffer 1912

Johann Georg Pfeffer (* 7. März 1854 in Berlin; † 4. Dezember 1931) war ein deutscher Zoologe.

## Leben
Pfeffer war Malakologe. 1887 wurde er Museumsdirektor des 1843 in Hamburg gegründeten Naturhistorischen Museums, das im Zweiten Weltkrieg zerstört wurde. Pfeffer war dort als Kurator tätig und veröffentlichte wissenschaftliche Werke hauptsächlich über Kopffüßer (Cephalopoda). Er beschrieb unter anderem die Wunderlampen (Lycoteuthis). Pfeffer versuchte die Darwin’sche Lehre weiter zu vereinfachen. Dazu merkte er folgendes an:

„Der Kampf ums Dasein merzt alle schlechten Stücke aus und läßt einige dem Durchschnitt der tadellosen Stücke angehörende Individuen der Art überleben; Veränderungen der äußeren Lebensbedingungen verändern die Arten, indem sie den Durchschnitt der überlebenden Stücke verändern, der Masse der Art also ein anderes Gesammtgepräge aufdrücken und sie Verwandten gegenüber als eine andere Passe, Varietät oder Art erscheinen lassen. Der übrige Theil der DARWIN’schen Lehre, nämlich die allmähliche Züchtung der neuen Passen und Arten, erscheint somit unnöthig; der ureigentliche DARWIN'sche Grundsatz vom Überleben des Passenden genügt für das Verständnis der in Frage kommenden Formveränderungen.“

## Schriften (Auswahl)
- Die Krebse von Süd Georgien nach der Ausbeute der Deutschen Station 1882–83. 1. Teil. Gedruckt bei Lütke & Wulff, Hamburg 1887, OCLC 66549866.
- Die niedere Thierwelt des antarktischen Ufergebieten. Berlin 1890, OCLC 900653741 (books.google.com).
- Georg Pfeffer: Fische, Mollusken und Echinodermen von Spitzbergen, gesammelt von Herrn Prof. W. Kükenthal im Jahre 1886. In: Zoologische Jahrbücher. Abteilung für Systematik, Geographie und Biologie der Tiere. Band 8. Gustav Fischer, Jena 1894, OCLC 939744622, S. 91–99.
- Die Cephalopoden der Plankton-Expedition. Zugleich eine monographische Übersicht der Oegopsiden Cephalopoden. In: Ergebnisse der Plankton-Expedition der Humboldt-Stiftung. Band 2. Lipsius & Tische, Kiel 1912, doi:10.5962/bhl.title.10474.

1. Atlas mit Erklärungen. 1912.
2. Text mit Kommentar. 1912.

- Zur Kenntnis tertiärer Landschnecken, (= eologische und palæontologische Abhandlungen … N.F. Band 17, Heft 3). G. Fischer, Jena 1929, OCLC 9653487.